# Островешки окръг
Островешки окръг (на полски: Powiat ostrowiecki) е окръг в Югоизточна Полша, Швентокшиско войводство. Заема площ от 616,78 км2. Административен център е град Островец Швентокшиски.

## География
Окръгът се намира в историческия регион Малополша. Разположен е в североизточната част на войводството.

## Население
Населението на окръга възлиза на 115 833 души (2012 г.). Гъстотата е 188 души/км2.

## Администартивно деление
Административно окръгът е разделен на 6 общини.
Градска община:
- Островец Швентокшиски

Градско-селски общини:
- Община Чмелов
- Община Кунов

Селски общини:
- Община Балтов
- Община Бодзехов
- Община Вашньов

## Фотогалерия
- Кунов
- Островец Швентокшиски
- Чмелов